# Guido Bosio (calciatore 1899)
Guido Bosio (Verona, 23 gennaio 1899 – Verona, 17 ottobre 1963) è stato un calciatore e allenatore di calcio italiano, di ruolo centrocampista.

## Carriera

### Calciatore
Dopo aver militato nel Bentegodi Verona, nel 1921 passa all'Hellas Verona, società in cui militerà sino al 1927. Nel 1927 viene ingaggiato dal Prato, società che lascia nella stagione 1930-1931 per giocare in Serie A con il Livorno. Con gli amaranto ottenne il penultimo posto in campionato, retrocedendo in cadetteria.
L'anno seguente torna al Prato e nel 1932 passa al Signe, ove chiude la carriera agonistica.
Alcune fonti riportano una sua militanza nel Torino tra il 1929 ed il 1931, che però dovrebbe essere ad attribuita al Guido Bosio nato nel 1911.

### Allenatore
Durante la guerra ha allenato il Verona, mentre nell'immediato dopoguerra il Mantova.

## Palmarès

### Allenatore

#### Competizioni nazionali
- Serie C: 1

Audace S.M.E.: 1940-1941 (girone B)